# Агент национальной безопасности
«Агент национальной безопасности» — российский детективный телесериал о приключениях оперуполномоченного ФСБ Алексея Николаева. Имеет 6 сезонов, вышедших на экраны с 1998 по 2023 гoд.
Премьера 1 сезона состоялась 1 января 1999 года на телеканале «ТНТ».
В 2023 году состоялся выход сериала «Агент национальной безопасности. Возвращение», который состоит из 8 эпизодов и является продолжением предыдущих 5 сезонов.

## История
Сериал первоначально создавался в качестве «младшего брата» другого популярного сериала — «Улицы разбитых фонарей». На роль главного героя прослушивания проходили актёры Владимир Вдовиченков, Сергей Горобченко, Максим Коновалов, Андрей Мерзликин и Константин Хабенский. В некоторых первых сериях сцены драки снимались без какой-либо постановки.

## Список серий
| Сезон | Серии | Серии | Даты показа                     | Даты показа                  | Даты показа |
| Сезон | Серии | Серии | Первая серия                    | Последняя серия              | Канал       |
| ----- | ----- | ----- | ------------------------------- | ---------------------------- | ----------- |
| 1     | 12    | 12    | 1 января 1999 22 августа 1999   | 3 января 1999 7 ноября 1999  | ТНТ         |
| 2     | 12    | 12    | 12 мая 2000 1 сентября 2000     | 9 июня 2000 7 октября 2000   | ТНТ         |
| 3     | 12    | 12    | 31 декабря 2000 23 февраля 2002 | 31 января 2001 31 марта 2002 | ТНТ НТВ     |
| 4     | 12    | 12    | 15 мая 2004                     | 20 июня 2004                 | СТС         |
| 5     | 12    | 12    | 2 октября 2004 21 февраля 2005  | 17 октября 2004 4 марта 2005 | НТВ         |
| 6     | 8     | 8     | 28 марта 2022                   | 28 марта 2022                | Кино1ТВ     |

### Первый сезон (1998—1999)
| № | Название              | Дата премьеры    |
| --- | --------------------- | ---------------- |
| 1 | «Свет истины»         | 1 января 1999    |
| Агент ФСБ Алексей Николаев следит за обратившимся в контору бывшим офицером-«афганцем» Львом Кучеровым в ресторане «Поплавок». Упустив «клиента» из вида, а затем ещё и утопив служебное оружие, он навлекает на себя гнев своего начальника Ивана Ивановича Тарасова, который отстраняет провинившегося агента. Далее Алексей внедряется в тоталитарную секту «Свет истины» под руководством некоего отца Власа. Выясняется, что цель секты — свержение существующего строя путём создания из бывших солдат, ветеранов Афганской и Чеченской войн, вооружённых формирований, беспрекословно подчиняющихся отцу Власу при помощи зелья, подавляющего волю. Благодаря Алексею спецслужбам удаётся пресечь деятельность секты и погибель всей России, а также доказать причастность к секте сотрудников органов Виктора Суркова и Геннадия Козятина. |                       |                  |
| 2 | «Скрипка Страдивари»  | 2 января 1999    |
| Отстранённый от дел за халатность (утерю табельного оружия) Николаев подрабатывал, охраняя платную автостоянку. Но начальство (стараниями Тихомирова) поручило ему дело о похищении у профессора Сорина скрипки работы мастера Страдивари, опасаясь, что бесценный инструмент окажется за границей. Подозрение пало на музыканта Сергея Шитикова, который заходил к профессору перед похищением, а потом пропал. Алексей обнаружил Шитикова среди бомжей и узнал, что тому кто-то посоветовал скрыться. Но в его поле зрения уже попала некая Марина, ученица профессора в прошлом. Именно она похитила музыкальную реликвию. Марину и скрипку Николаев перехватил в поезде. Но Алексей обиделся на коллег за то, что его использовали не для того, чтобы найти скрипку (оригинал с самого начала был в руках ФСБ), а чтобы вычислить источник утечки информации. Но в итоге он искупил вину за прошлое дело и вернулся на работу.                                                                      |                       |                  |
| 3 | «Петя и Вол»          | 3 января 1999    |
| Молодой компьютерщик Петя Смирнов был внедрён солидной фирмой для ограбления банка, расположенного в Хельсинки. Взломав коды, он начислил на условленный счёт крупную сумму, которую должен был снять клиент-грабитель. Но операция сорвалась, так как Интерпол уже вышел на след преступников. Петра арестовали в лондонском аэропорту и передали в Россию, в Петрозаводск. Чтобы выйти на «крупную рыбу», Алексея посадили в камеру к компьютерному взломщику, чтобы сыграть роль уголовника по прозвищу «Вол». Вдвоём они совершили ранее согласованный побег и укрылись на квартире возлюбленной Николаева Александры. Смирнов связался по интернету с «работодателями» — и их вычислили. |                       |                  |
| 4 | «Три дня до эфира»    | 12 сентября 1999 |
| Депутат Иван Давыдович Снегирёв в затруднительном положении — пока он готовится к выборам, на него хотят совершить покушение. А через несколько дней ещё одна неприятность — бандиты нападают на машину, в которой сидел восьмилетний сын депутата с охранником. Водитель и охранник убиты, а мальчик похищен. Преступники хотят, чтобы Снегирёв снял кандидатуру. До назначенного срока остаётся три дня. Алексей Николаев устраивается водителем депутата и выясняет, что к похищению причастна некая националистическая организация, а похитителям помогала пожилая домработница депутата. |                       |                  |
| 5 | «Махаон»              | 19 сентября 1999 |
| Лёха готовит для Шуры романтический ужин, однако та задерживается на работе допоздна, из-за чего тот с горя напивается и уходит гулять. Он проходит мимо клуба и, не подозревая, что это за заведение, входит внутрь. Там он понимает, что он забрёл в ночной гей-клуб, и устраивает драку с охранниками, из-за чего потом оказывается за решёткой по обвинению в хулиганстве. На следующее утро к нему приходит Тихомиров и выпускает его из-под стражи с удостоверением, дав предварительное задание — он должен найти девушку, которая передавала ложную информацию о разработках ядерного оружия прессе. В итоге он её находит. Этой «девушкой» оказывается фиктивно погибший журналист Константин Мозин, известный в гей-среде под прозвищами «Анжела» и «Махаон». |                       |                  |
| 6 | «Страсти по Филонову» | 26 сентября 1999 |
| Николаев и Краснов занимаются вопросом кражи и переправки за границу произведений искусства из Эрмитажа. Для того, чтобы разоблачить банду, Алексей внедряется в сообщество уличных художников Петербурга. В рамках дела Алексею по долгу службы приходится переспать с одной из художниц, после чего он чуть не расстаётся с Шурой. |                       |                  |
| 7 | «Легион»              | 3 октября 1999   |
| Во время проведения операции по задержанию снайпера, собиравшегося убить крупного политика Заруцкого, Николаеву сообщено по рации, что стрелок собирается открыть стрельбу. Алексей мчится на чердак, где якобы лично убивает снайпера. Николаев был оглушён, так что ничего не помнит. Тарасов вынужден засадить его в изолятор. Позже, когда Николаев рассказывает о том, как всё получилось, Тарасов и Тихомиров разрешают ему «сбежать» во время следственного эксперимента, сделав сценарий побега как можно более убедительным. От своей знакомой — стриптизёрши Ларисы — Алексей узнаёт о некоей фирме «Легион», которой заправляет его заклятый враг и бывший коллега Виктор Сурков. Николаев проникает в фирму, где, допросив Суркова, узнаёт, что тот его и подставил. Таким образом Алексей и его напарник Краснов, а также Тарасов и Тихомиров понимают, что заказчиком убийства политика был некто криминальный авторитет Аркадий Михайлович по прозвищу «Филарет».                        |                       |                  |
| 8 | «Доктор Фауст»        | 10 октября 1999  |
| По заключению вскрытия в теле парня-наркомана, приехавшего издалека, обнаруживается неизвестный науке наркотик. По просьбе Тихомирова, Николаев временно живёт в квартире, которую снимал погибший. Там Алексей знакомится с неким Павлом, а потом и с его подругой — наркоманкой Асей. Тем временем Тарасов поручает Краснову расследовать странные дела, происходящие в доме у одинокой пенсионерки. Затем кто-то убивает Павла. Из рассказа бездомного мальчишки Алексей узнаёт о подпольной лаборатории, где «доктор Фауст» изготавливал новый страшный наркотик. Там Николаев подвергается пыткам. Потом его оставляют вместе с ядовитой змеёй, однако в последнюю минуту в подвал вбегает Краснов и убивает её. Помимо офицеров органов, химиком интересуется и авторитет «Филарет». Его люди «убирают» химика и Асю, а затем отправляются на кладбище вырыть контейнер с наркотиком, но там их вяжут спецназовцы. Замешанный в деле «Филарет» снова ловко уходит из рук ФСБ и спецназа.          |                       |                  |
| 9 | «Наследник»           | 17 октября 1999  |
| Внук влиятельного кавказца Эдуард Асланов похищен неизвестным бандитом по прозвищу «Луфарь». Люди Асланова-деда приезжают в Питер, чтобы отомстить. Тарасов и Тихомиров едут к Асланову-деду, но тот засаживает их на чердак, подозревая их в похищении. У Николаева есть два дня, чтобы найти парня. С помощью уголовных авторитетов «Мамочки» и «Филарета» Алексей узнаёт о местонахождении «Луфаря», а помогает ему освободить Эдика подручный похитителя Костя «Морган». |                       |                  |
| 10 | «Медуза Горгона»      | 24 октября 1999  |
| У «Филарета» появилась новая «сотрудница» — девушка Юля, прозванная в узких кругах «Медузой Горгоной» за необычайные способности. Она может внушать человеку действия, которые он якобы должен совершить. «Филарет» решил похитить образец кония — несколько граммов этого сверхсекретного вещества могли бы принести миллионы долларов. Алексей тоже проник в тайны спецслужб. Ему удалось узнать о существовании в прошлом отдела, занимавшегося аномальными способностями людей, сотрудники этого отдела были ликвидированы, потому что «стали неуправляемы… или сами стали управлять другими людьми». Юля была дочерью одной из сотрудниц, в ней пробудились способности, безуспешно пробуждаемые в матери. Алексей познакомился с Вячеславом, женихом девушки, и попросил его помочь сорвать замыслы «Филарета». Но Вячеслав и сам хотел завладеть конием. Чтобы противостоять способностям девушки, Алексей решает воспользоваться зеркалом, как легендарный Персей в схватке с горгоной Медузой. |                       |                  |
| 11 | «Шантаж»              | 31 октября 1999  |
| Губернатора края Геннадия Хомякова шантажируют, требуя крупную сумму за видеозапись, на которой тот развлекается в бассейне с голыми девицами. Алексей получает задание найти оригинал записи. Но стоило Алексею узнать кое-что о личной жизни губернатора — и агенту расхотелось продолжать поиски. Шантажист был тяжело ранен, а кассетой завладел один из авторитетов. После схватки с охранниками Хомякова, которые тоже искали видеозапись, Алексей едва не подал рапорт об уходе со службы. Но начальник отдела упросил агента «войти в положение». Чтобы выполнить задание, Алексею пришлось вступить в перестрелку с бандитами прямо в здании аэропорта «Пулково». |                       |                  |
| 12 | «Транзит»             | 7 ноября 1999    |
| Во время проведения мотогонок погибает сотрудник правоохранительных органов, внедрённый в бандитскую группировку, торговавшую краденым оружием. Начальство подозревает, что их агент погиб не случайно. Однако на посту ГАИ дальнобойщики, которые везут груз с оружием, убивают остановивших их инспекторов. Происходит погоня, дальнобойщиков Жору «Челкаша» и Митяя задерживают, причём «Челкаш» тяжело ранен и его доставляют в больницу. Для продолжения следствия Николаев везёт груз до пункта назначения и внедряется в банду, которой заправляют некто «Раджа» и «Хобот». Однако туда заявляется «Челкаш», который сбежал из-под стражи, убив охранников и завладев их оружием. Алексей и Жора были заподозрены в связях с милицией одновременно, так как бандит по прозвищу «Шкет» не желает слышать о честном воре «Челкаше» из стародавних воспоминаний патрона. |                       |                  |

### Второй сезон (2000)
| № общий | № в сезоне | Название              | Дата премьеры         |
| --- | ---------- | --------------------- | --------------------- |
| 13 | 1          | «Россан»              | 12 мая 2000           |
| При невыясненных обстоятельствах гибнет один из лучших агентов службы национальной безопасности, долгие годы работавший под прикрытием. Его труп обнаружен в подвале дома, где находят себе приют бомжи. Выяснить обстоятельства смерти агента поручено Лёхе Николаеву. Приняв облик старика-бомжа, Николаев внедряется в общество жителей городской свалки, где заправляет старый знакомый Николаева — бандит по прозвищу «Луфарь», скрывающийся под прозвищами «Сашок-Страшок» и «Сашок-Телефон». |            |                       |                       |
| 14 | 2          | «Гордеев узел»        | 19 мая 2000           |
| В петербургской коммуналке у конструктора Гордеева похищена секретная документация. Подозрение падает на брата-близнеца одного из его соседей. Однако очень скоро выясняется, что предполагаемого похитителя последние несколько лет не было в городе. В процессе расследования офицеры ФСБ узнают, что секретная документация предлагалась на продажу за рубеж. Покупателями выступали финн Йоханнен и шведская чета Сунстрем. Позже выясняется, что брат-близнец соседа Гордеева на самом деле жил и работал егерем в Ханты-Мансийске. |            |                       |                       |
| 15 | 3          | «Смертник»            | 26 мая 2000           |
| Николаеву предстоит раскрыть заказное убийство известного питерского журналиста Константина Кострова. Чтобы пустить следствие по ложному следу и скрыть истинный мотив преступления, к расследованию этого громкого дела подключают явно работающего на бандитов сотрудника органов Феликса Волкова из Москвы. Он сразу же выдвигает свою версию и быстро находит «исполнителей». У Николаева эта версия вызывает слишком много вопросов, и он начинает своё собственное расследование. В ходе расследования он встречается с московским олигархом Забельским, а позже выясняет, что тот, вероятно, причастен к убийству. Однако московские следователи, вероятно, работающие по заказу самого Забельского, умело блокируют все действия Лёхи. Тем не менее, Николаеву удаётся сохранить одну из кассет и передать её начальству. |            |                       |                       |
| 1617 | 45         | «Человек без лица»    | 2 и 9 июня 2000       |
| Дочери известного исламского проповедника Гюльнар грозит смертельная опасность. Таинственный незнакомец, назвавший себя Рашидом или «Саббахом», сообщает о готовящихся на неё покушениях. Из его рассказа следует, что в город направляются трое киллеров из банды «Волки ислама», которые должны устранить девушку. Он — один из них, но готов выдать своих сообщников. Покушения следуют одно за другим. Но каждый раз незнакомец опережает спецслужбы и лично устраняет киллеров. Николаеву поручено выяснить, кто заказчик этих покушений. Хитрая комбинация, придуманная им, выводит его на таинственного незнакомца, который упорно скрывает своё лицо. Параллельно к делу подключается известный уже криминальный авторитет «Филарет», желающий продавать террористам с Ближнего Востока оружие. Через Костю «Моргана» (который ушёл под «крышу» «Филарета») Лёха понимает, что «Филарет» является лишь посредником в делах и ничего не знает о покушениях. Тем временем Рашид-«Саббах» приходит к самому «Филарету» и сдаёт Костю «Моргана» (впоследствии Костю убивают). Проводя собственное расследование, Николаев узнаёт, что незнакомец раньше служил в КГБ СССР и был внедрён в националистическую группировку, которая устроила кровавую резню в городе Ош, но вскоре он пропал без вести. Оказывается, что у Рашида-«Саббаха» есть на это весомые причины, а убийства киллеров он совершает в корыстных целях, чтобы жениться на Гюльнар и осуществить древнее пророчество. Весь отдел Тарасова готовит спецоперацию, однако та с треском проваливается. В итоге Николаев сам на свой страх и риск проводит переговоры с незнакомцем. |            |                       |                       |
| 1819 | 67         | «Клуб „Алиса“»        | 22 и 23 сентября 2000 |
| Взявший внеочередной отпуск Николаев (после конфликта по предыдущему делу с начальством) без памяти влюбляется в Алису — владелицу одноимённого ночного клуба — и готов ради неё на всё. А именно это ей и нужно. Алису шантажируют очень опасные люди, ей грозит смертельная опасность. Она умоляет Алексея помочь ей, и он, не раздумывая, ввязывается в очень опасную игру. Его бурный роман грозит обернуться трагедией. В этот момент в Питер прилетает австриец Хайнц Штусек, и быстро попадает в поле зрения спецслужб, поскольку его настоящее имя — Виктор Сурков. Какова цель приезда Суркова, пытаются выяснить Андрей Краснов и стажёр Гена Николаев. Между тем Алексей решает найти дневник своей возлюбленной и обращается к криминальному авторитету «Филарету». Аркадий Михайлович даёт ему адрес человека, у которого есть этот дневник, но предупреждает, что это смертельная затея, поскольку человек этот является тем самым «Большим Папой», главным криминальным авторитетом Петербурга, о котором идёт речь далее. Николаев приезжает в загородный дом и забирает дневник. Как потом выясняется, Сурков-Штусек был причастен к шантажу Алисы, а одним из охранников клуба был бывший охранник фирмы «Легион». Дело заканчивается тем, что Сурков и Алиса гибнут, а дневник сгорает. |            |                       |                       |
| 20 | 8          | «Нобелевский лауреат» | 1 сентября 2000       |
| В лаборатории одного НИИ убит дежуривший ночью монтёр. Его останки находят в ванне с серной кислотой. В ходе расследования выясняется, что он стал жертвой неудачливых грабителей, искавших документацию по разработке нетрадиционных энергоносителей. Для поимки преступников Николаев предлагает в качестве подставного лица использовать своего друга-химика, выдавая его за без пяти минут лауреата Нобелевской премии. Но последний так вживается в роль, что, сам того не осознавая, ставит под угрозу не только проведение всей операции, но и свою собственную жизнь. Оказавшись в руках преступников, «нобелевский лауреат» переживает жестокие пытки и едва не лишается уха. Но тут дачный дом, где держат химика Сергея, штурмом берут Лёха, Андрей и десяток бойцов спецназа. |            |                       |                       |
| 2122 | 910        | «Цейтнот»             | 29 и 30 сентября 2000 |
| В петербургской гостинице «Рояль» убит представитель крупной европейской нефтяной фирмы из Германии. В правоохранительные органы попадает видеокассета, на которой запечатлены исполнители преступления. Кроме известного убийцы и маньяка по прозвищу «Нос», на плёнке были зафиксированы агент национальной безопасности Алексей Николаев, бесследно пропавший за день до преступления, а также неизвестные, позже опознанные, как бывшие сотрудники милиции, осуждённые за должностные преступления — водитель «Жако» и оперуполномоченный «Угрюмый». Вдобавок на основе этой плёнки в прессе появляется лживая статья о причастности к убийству российских спецслужб. Коллеги Алексея не верят, что их соратник оказался «перевёртышем», и начинают расследование с целью выяснения всех обстоятельств происшествия. Прежде всего их интересует вопрос о том, кто же слил данные журналисту-«правдорубу», автору скандальной статьи. Постепенно выясняется, что Николаев стал случайным свидетелем событий и жертвой обстоятельств, а в рамках заказной статьи журналист имел в виду совсем других людей. Впервые сотрудникам ФСБ удаётся выйти на след «Большого Папы». |            |                       |                       |
| 23 | 11         | «Снежный человек»     | 6 октября 2000        |
| В Псковской области совершено странное нападение. Часовой, охранявший один из секретных объектов стратегического назначения, утверждает, что на него совершил нападение снежный человек. Это дело поручено Андрею Краснову. Вскоре после прибытия связь с Красновым обрывается. Иван Иваныч даёт это дело Лёхе Николаеву. Лёха приезжает в Псковскую область, находит Краснова, и узнаёт у него, что в селе творятся очень странные вещи. На жителей Псковской области совершено несколько покушений, все пострадавшие подтверждают, что все эти злодеяния совершил снежный человек. Все попытки агентов поймать его заканчиваются неудачей, и тогда Алексей в одиночку выходит против «инопланетного существа». |            |                       |                       |
| 24 | 12         | «Технология убийства» | 7 октября 2000        |
| Неизвестным киллером убиты несколько руководителей охранной фирмы «Защита-плюс», а позже выясняется, что эта фирма сотрудничала с коммерческим предприятием «Селия-сервис», возглавляемым Еленой Розенфильд. Один из бывших сотрудников спецслужб вспомнил, что когда-то существовала группа «Омега», занимавшаяся «ликвидацией объектов» по поручению высшего руководства страны. Киллер почему-то убивал только мужчин, а в охранной фирме работали даже женщины. Николаев и Краснов выясняют, что им оказывается некто Смагин, бывший агент таинственной «Омеги», который мстил за похищение и изнасилование своей дочери. Кстати, мать изнасилованной девочки — та самая Елена Розенфильд. |            |                       |                       |

### Третий сезон (2000—2001)
| № общий | № в сезоне | Название              | Дата премьеры                   |
| --- | ---------- | --------------------- | ------------------------------- |
| 25 | 1          | «Заколдованный город» | 23 февраля 2002                 |
| В отдел ФСБ поступает информация, что ранее ликвидированное предприятие, расположенное в ранее закрытом городе Заводск-49, продолжает функционировать и выдаёт крупные партии алмазов, не учтённые никакими ведомствами, а в самом городе люди пропадают без следа. Николаева и Краснова отправляют в Заводск-49 для выяснения обстоятельств, однако вскоре после прибытия они перестают выходить на связь. К ним на помощь выезжают Тарасов и Тихомиров. Их связывают местные милиционеры и сажают в КПЗ. Николаев и Краснов организовывают побег, выручают своих начальников и сбегают из города. |            |                       |                                 |
| 26 | 2          | «Сделка»              | 24 февраля 2002                 |
| При перевозке в тюрьму совершает побег рецидивист, маньяк-убийца «Нос», единственный оставшийся в живых исполнитель громкого заказного убийства в отеле «Рояль». Операция была подготовлена «оборотнями в погонах» с целью ликвидации бандита, который слишком много знал о «Большом Папе» — уголовном авторитете, уже убившем с помощью беглеца конкурента по нефтяному бизнесу. Однако планы нарушаются — «Нос» совершает настоящий побег, убив сопровождающего. Уцелевший после нападения водитель автозака даёт указания на дальнейшие передвижения беглеца. После обнаружения трупа конвоира к «Носу» приставляют Николаева. |            |                       |                                 |
| 2728 | 34         | «Рекламная пауза»     | 31 декабря 2000 и 1 января 2001 |
| Из агентурных сведений Иван Иванович и его сотрудники узнают, что в Санкт-Петербург отправляется крупная партия наркотиков под прикрытием американского актёра по имени Мэд Кьюкамбер («Бешеный огурец»), который как две капли воды похож на Лёху Николаева. Решено временно нейтрализовать американца при помощи Краснова и его прекрасных напарниц — сержанта Сабанеевой и капитана Марусяк, а Лёху — внедрить на съёмки рекламного ролика с целью выяснения цепочки распространения груза наркотиков, спрятанных в шубе Деда Мороза. |            |                       |                                 |
| 2930 | 56         | «Ловушка»             | 9 и 10 марта 2002               |
| В Санкт-Петербурге проходит процесс над политиком Валерием Дутовым, а через некоторое время к полковнику Тарасову обращается судья, вершивший дело Дутова — пропала его внучка. Её следы ведут в закрытую клинику МВД, куда и приводит расследование Алексея Николаева. Через день связь с ним обрывается. Обеспокоенные коллеги наносят официальный визит главврачу, и узнают, что Николаев перенёс инсульт, от которого скончался. Но такая трактовка событий совершенно не устроила соратников Николаева, и они начали поиск самостоятельно. Николаев, тем временем, остался жив и продолжил расследование среди клиентов клиники и врачей. Следы этого очень грязного и скандального дела снова приводят к загадочным авторитетам «Большому Папе» и «Филарету», который на этот раз находится в шаге от ареста органами. |            |                       |                                 |
| 31 | 7          | «Игра»                | 16 марта 2002                   |
| В органы госбезопасности обратился киллер-профессионал Николай Осадчий: он готов сдать с поличным крупных мафиози, заказавших ему убийство своего конкурента, которых сотрудники органов разрабатывают долгое время, но не могут арестовать из-за отсутствия веских оснований. Например, взятия с поличным при организации какого-либо преступления. Взамен Осадчий хочет начать новую жизнь без криминала и преследования правоохранительными органами, и уехать за границу, спокойно доживать свой век. К нему приставляют Николаева, который сначала замечает ненормальные отклонения в психике киллера — патологическую жестокость одновременно с комплексом неполноценности, а потом и вовсе понимает, что Осадчий ведёт какую-то свою игру, которая не связана ни с планами заказчиков убийства, ни с планами начальства Николаева, которое согласилось на эту рискованную затею. Удивительно, но и тут следы преступлений снова и снова ведут к «Филарету». |            |                       |                                 |
| 32 | 8          | «Падишах»             | 17 марта 2002                   |
| Пропал алмаз к ятагану, подаренному императору Павлу I турецким пашой. А вскоре становится известно, что «Филарет» собирается выехать в Израиль. Туда же для проведения операции совместно с тамошними спецслужбами направляют Николаева и Краснова. Здесь в образе правоверного иудея Лёха следит за «Филаретом». После ряда перипетий им удаётся найти уже умершего «Филарета» и забрать алмаз. Однако алмаз приносит несчастье всем, чья совесть нечиста, и даже верный напарник Лёхи Краснов решает оставить камень не у себя, а у своего друга. |            |                       |                                 |
| 33 | 9          | «Свидетель»           | 30 марта 2002                   |
| Одно за другим проходят необыкновенные убийства преуспевающих бизнесменов. Выясняется, что киллер использует редкие яды. Его не могут остановить ни многочисленные охранники, ни натасканные псы. Просчитав ситуацию, в службе безопасности понимают, что действует суперпрофессионал, а у Николаева и Тихомирова возникает стойкое ощущение дежавю. Подозрение падает на старого знакомого — Смагина. Обратившись к архивам, все приходят к выводу, что происходящее как-то связано с бывшей секретной военной миссией в Афганистане. Николаев идёт на очередную встречу, назначенную убийцей своей жертве. Он узнаёт, что все убитые были замешаны в торговле оружием, из-за чего погибли многие члены спецгруппы, в которой когда-то служил и «мститель». |            |                       |                                 |
| 3435 | 1011       | «Клятва Гиппократа»   | 23 и 24 марта 2002              |
| В отдел привозят мальчика Колю Воскресенского, который рассказывает, что сбежал от приёмных родителей-итальянцев, которые усыновили его с братом и поместили в какую-то больницу, а потом сделали его брату операцию, после которой Коля его не видел. Николаев и Краснов выходят на подставного «приёмного отца». Но кто-то их опережает, и они находят только его труп. Цепочка приводит их в салон красоты «Belafacia». Выясняется, что салон красоты является прикрытием для нелегальных операций по трансплантации и продаже человеческих органов в Европу, а выполнял их ранее осуждённый за эвтаназию хирург-нелегал Максим Степанов-Иванов, более известный как Макс Кранц. |            |                       |                                 |
| 36 | 12         | «Сутенёр»             | 31 марта 2002                   |
| Похищена дочь американского консула в Санкт-Петербурге. Тарасов поручает Алексею и Андрею найти девушку. Напарники узнают, что в одной из больниц находится раненая девушка, чудом сбежавшая от похитителей-сутенёров. От неё Лёха с Андреем узнают, что Джуди жива, и что выйти на её похитителей можно с помощью человека по прозвищу «Кролик». Николаев через сутенёра «Кролика», обманом заманивавшего девушек, находит место, где их содержат. В перестрелке он расправляется со всеми бандитами и освобождает узниц. |            |                       |                                 |

### Четвёртый сезон (2003)
С момента последних событий прошло уже 3 года. Постаревшие Тарасов и Тихомиров собираются завершать карьеру (после первой серии Филлипыч уходит на пенсию), до уровня высочайшего профессионала дошёл Лёха Николаев, вместе с Красновым им предстоит распутать ещё более десятка дел. Не остаётся в стороне и более молодой Николаев — Гена.
| № общий | № в сезоне | Название                | Дата премьеры   |
| --- | ---------- | ----------------------- | --------------- |
| 3738 | 12         | «Меч пророка»           | 15-16 мая 2004  |
| Чечня. В ходе военной операции обнаружена кассета с записью обращения полевого командира Саида аль Мастафа, на которой он, демонстрируя металлическую капсулу с биологическим вирусом, грозит применить её во славу Аллаха. А за неделю до этого из одной секретной частной лаборатории исчезает искусственно выведенный штамм опасного вируса бубонной чумы. Российской военной разведке становится известно, что организация «Единых Братьев мусульман» собирается переправить эту капсулу под видом гуманитарной помощи из Финляндии в Чечню, а далее — в Афганистан, для свержения правящего режима. Копия этой же кассеты попадает и к агентам национальной безопасности. К расследованию подключаются Николаев и Краснов. |            |                         |                 |
| 3940 | 34         | «Королева мечей»        | 22-23 мая 2004  |
| За короткий срок умирают несколько видных учёных, светил российской науки. По официальной версии все они погибают в результате несчастных случаев. Но «подозрительные смерти», на первый взгляд, никоим образом не связанные между собой, заставляют агентов национальной безопасности заняться этим делом. Экспертиза научной деятельности погибших приводит к выводу, что все учёные, каждый в своей области, занимались разработкой нового смертельного оружия. Нити следствия ведут к председателю комитета по науке, за которой уже давно установлена слежка. |            |                         |                 |
| 4142 | 56         | «Время „Ч“»             | 29-30 мая 2004  |
| На пустыре на окраине города от мощного взрыва погибает 10-летний мальчик — воспитанник детского дома «Улыбка». Экспертами установлено, что в костёр была брошена граната. Второй участник подрыва — друг погибшего, рассказывает о том, что эту гранату они нашли в подвале детского дома. В результате обыска в подвале детского дома обнаруживают запасы пластида, а часть рабочего коллектива подозревают в организации терактов. |            |                         |                 |
| 4344 | 78         | «Спас Нерукотворный»    | 5-6 июня 2004   |
| С якутских приисков начинают исчезать крупные партии алмазов. Вскоре эти же камни, но уже очень качественно огранённые, появляются у боевиков-наёмников в Чечне. Кроме этого, бриллианты обнаруживаются и у крупных ювелиров. Поскольку боевики вряд ли могут сами сбывать их в Санкт-Петербурге, Николаев делает вывод, что канал переправки камней и люди, этим занимающиеся, находятся где-то рядом. На юбилее у отца своей подруги Лёха Николаев знакомится с антикварами Дмитрием Покровским и Валерием Фридманом. По оперативным разработкам Лёхи они проходят как поставщики имитированных под старину икон за рубеж. Через несколько дней Дмитрия Покровского убивают, а при нём обнаруживают кольцо с бриллиантом. Экспертиза устанавливает, что это якутский камушек, огранённый за границей. |            |                         |                 |
| 4546 | 910        | «Пулковский меридиан»   | 13 июня 2004    |
| Накануне саммита по международному терроризму в Россию прилетает афганский наёмник Джалла. Его цель — сбить самолёт с советником по безопасности США, чтобы спровоцировать кризис в российско-американских отношениях. Наиболее удачным местом, с которого можно произвести выстрел, Джалла выбирает Пулковскую обсерваторию, находящуюся на высотах рядом с аэропортом. Наёмник ликвидирует специалиста, доставляющего оборудование из цюрихского астрономического центра, и под его именем внедряется в обсерваторию. Но убийство иностранного гражданина при весьма странных обстоятельствах привлекает повышенное внимание спецслужб. |            |                         |                 |
| 4748 | 1112       | «Тигры не знают страха» | 19-20 июня 2004 |
| С некоторых пор Алексея Николаева мучают ночные кошмары: отголоски афганской войны. Решив испытать на себе новый метод реабилитации, он обращается в центр психологической помощи, где знакомится с бывшим сапёром-«афганцем» Михаилом Ярцевым по кличке «Сувенир». Бурно отметив встречу, Николаев остался ночевать у нового друга. Утром в квартире крепко спящего Ярцева раздаётся телефонный звонок. Николаев, снявший трубку, выслушивает предложение «подзаработать», поступившее от полевого командира незаконного формирования в Чечне Арми Карбаева. Жена Ярцева рассказала Николаеву, что Михаил служил в разведгруппе, которой командовал тогда ещё майор Карбаев. Во время одной из операций в Афганистане разведгруппа погибла. Карбаев и Ярцев чудом выжили. Николаев идёт на встречу к подручному Карбаева и понимает, что Ярцев нужен как специалист по подрывному делу для осуществления теракта на Ленинградской АЭС. |            |                         |                 |

### Пятый сезон (2004)
| № общий | № в сезоне | Название                  | Дата премьеры           |
| --- | ---------- | ------------------------- | ----------------------- |
| 4950 | 12         | «Фамильные драгоценности» | 2-3 октября 2004        |
| Дочь работника МИДа Финляндии Ульма собирается навестить Россию. Когда-то её дед спрятал в старинном замке города Выборга фамильные драгоценности. В Выборг Ульма отправилась со своим бойфрендом. В первый же день в баре гостиницы девушка была ограблена: у неё украли сумку, в которой находились документы, деньги и злополучная карта сокровищ. |            |                           |                         |
| 5152 | 34         | «Забыть всё»              | 9-10 октября 2004       |
| Убит химик Морозов, раньше работавший на оборонную промышленность и участвовавший в разработке боевого отравляющего вещества. Его начальство хотело заставить продолжить разработку этого вещества. Решив избавиться от заказчиков с помощью прессы, Морозов решил передать документы в редакцию, но бумаги достались киллеру. Умирающий учёный передал журналисту флакон с отравляющим газом.                                                                                     |            |                           |                         |
| 5354 | 56         | «Две монетки»             | 16-17 октября 2004      |
| У попавшего в аварию байкера среди вещей обнаружен контейнер с микрочипом. Для расшифровки информации потребовался дешифратор. Пока мотоциклист отлёживался в больнице, Лёха Николаев внедряется в компанию байкеров и становится там своим человеком. Пострадавшему байкеру после выписки из больницы вернули все вещи, включая монетку с микрочипом, о которой он больше всего беспокоился. За байкером устанавливается наблюдение.                                              |            |                           |                         |
| 5556 | 78         | «Исчезающий вид»          | 21-22 февраля 2005      |
| В Париже полиция пресекает попытку ограбления русской поэтессы Норы Алпатовой. Отобранное у вора манто было сшито из меха занесённого в красную книгу красного волка. Французы передали манто российским спецслужбам с требованием разобраться с преступным бизнесом. Гена Николаев выдаёт себя за начинающего поэта Георгия Загорского и входит в доверие к Норе Алпатовой, которая вскоре знакомит его с владелицей мехового салона Мариной.                                     |            |                           |                         |
| 5758 | 910        | «Тихий берег»             | 28 февраля-1 марта 2005 |
| Андрей и Лёха получили отпуск. Но в этот момент в гостинице убили немецкого барона Карла Шварцбаха, и пропала очень ценная вещь, которую барон должен был преподнести в дар Эрмитажу. Лёха взял расследование на себя, а Андрей выехал к морю. Лёха выяснил, что убийцы барона забрали очень древнюю терракотовую скульптуру мальчика. Погибший барон был из российских немцев. Анализ плёнок видеонаблюдения почти ничего не дал: в момент убийства камеры были заклеены скотчем. |            |                           |                         |
| 5960 | 1112       | «Золотая голова»          | 10-11 марта 2005        |
| Бывший одноклассник Андрея, учёный-археолог Горькухин прилетел из Якутии, чтобы сделать важное сообщение в Петербургской академии наук. На вокзале незнакомцы затолкали их в машину и привезли в загородный особняк, где выяснилось, что похитили их люди бизнесмена Заморщикова — тоже их бывшего одноклассника. Оказывается, Горькухин обнаружил в Якутии национальное святилище XVIII века.                                                                                     |            |                           |                         |

### Агент национальной безопасности. Возвращение (2019)
Премьера нового сериала под названием «Агент национальной безопасности. Возвращение», являющегося продолжением оригинального сериала, состоялась 28 марта 2022 года в онлайн-кинотеатре «Кино1ТВ», а телевизионная премьера прошла с 18 по 20 октября 2023 года на НТВ.
Прошло много лет с момента событий 5-го сезона оригинального сериала. Отдел Тарасова давно закрыли и вскоре его не стало. Бывший майор ФСБ Николаев за 14 лет до описываемых событий отошёл от дел, уехал в глубинку и устроился работать егерем. В один день он случайно замечает на остановке около магазина Тихомирова, который рассказывает ему о неожиданной смерти Андрея Краснова вскоре после ухода Алексея. И Тихомиров, и Николаев не верят в столь странную смерть их сотрудника. Алексей устраивается сторожем в усадьбе очень богатого человека и начинает собственное расследование. При помощи старых знакомых — журналистки Шуры Потаповой и её бывшего мужа Сергея Воробьёва-Сперанцева — он узнаёт, кто именно и зачем убрал Андрея. Помогают в расследовании ему в этот раз выросшие сыновья Краснова.

## Музыка
В главной теме сериала обыгрывается музыкальная тема из серии фильмов о Джеймсе Бонде. Также в ней присутствуют цитаты из композиции Led Zeppelin — «Kashmir», любимой группы главного героя.

## В ролях

### Главные персонажи
- Алексей Петрович Николаев (Михаил Пореченков) — главный герой, сотрудник УФСБ России по городу Санкт-Петербургу и Ленинградской области. Звание — капитан (с 4-го сезона — майор). Родился в марте 1969 года. Коренной житель Санкт-Петербурга, всё детство жил на Лиговке. Учился в театральном институте, откуда впоследствии был отчислен за драку. После этого служил в Афганистане. В сериале «Агент национальной безопасности. Возвращение» работает егерем и сторожем. Лучший друг и напарник Андрея Краснова. В 6 сезоне бывший майор ФСБ.
- Андрей Иванович Краснов (Андрей Краско) — в самом начале капитан, далее майор ФСБ России по городу Санкт-Петербургу и Ленинградской области. Появляется во всех сериях, кроме первой («Свет истины»). Лучший друг и напарник Алексея Николаева. Несмотря на то, что он значительно старше Николаева по возрасту (в одной из серий второго сезона упоминается, что ему 42 года), в их паре он — ведомый. Погиб после событий 5-го сезона.
- Иван Иванович Тарасов (Андрей Толубеев) — полковник (с 4-го сезона генерал-майор), начальник УФСБ России по городу Санкт-Петербургу и Ленинградской области. Умер после событий 5-го сезона.
- Олег Филиппович Тихомиров (Вадим Яковлев) — полковник, Заместитель Ивана Тарасова, непосредственный начальник Алексея Николаева и Андрея Краснова. Появляется в 1-4 сезонах, кроме первой серии («Свет истины»). В советское время участвовал в секретных операциях в Гондурасе и на Сицилии. Владеет испанским и итальянским языками. Уходит на пенсию в 4 сезоне. В сериале «Агент национальной безопасности. Возвращение» работает в архиве ФСБ.
- Геннадий Николаев (Андрей Зибров) — лейтенант (далее старший лейтенант, капитан). Появляется со второго сезона.

### Второстепенные персонажи
- Виктор Васильевич/Павлович Сурков («Сурок») / Хайнц Штусек (Николай Лавров) — бывший подполковник ФСБ. Николаеву удалось раскрыть его связь с антиправительственной сектой «Свет истины», которая вербовала ветеранов горячих точек и сотрудников силовых ведомств для совершения государственного переворота. Поскольку Сурков признался в своих преступлениях под воздействием психотропных препаратов, суд счёл его вину доказанной лишь частично, и приговорил к одному году лишения свободы условно, после чего Виктор Васильевич открыл охранную фирму «Легион». Взяв заказ на устранение известного политика Заруцкого, кинул своих партнёров по криминальному бизнесу и вынужден был бежать, опасаясь их мести. Эмигрировал в Австрию, где жил и работал под псевдонимом Хайнц Штусек. Вернуться в Россию его заставляет участие в криминальной авантюре вокруг дневника убитого авторитета, любовницей которого была подруга Николаева, владелица ночного клуба «Алиса». Во втором сезоне убит Алексеем Николаевым. (Эпизоды: «Свет истины», «Легион» и «Клуб „Алиса“»).
- Александра Потапова (Анна Геллер) — первая пассия Николаева. Начинающая журналистка, работает на телевидении. С самого начала их отношения складываются непросто из-за увлечённости обоих работой, а также из-за гулянок Николаева и, в конце концов, они расстаются. (Эпизоды: «Свет истины», «Скрипка Страдивари», «Петя и Вол», «Три дня до эфира», «Махаон», «Страсти по Филонову», «Смертник», «Нобелевский лауреат» и «Рекламная пауза»). В 6 сезоне — известная в Петербурге телеведущая.
- Борис Лопатин (Владимир Соловьёв) — бизнесмен, похитивший дочь бывшего тайного агента из «Омеги» Смагина и его жены. Был убит Смагиным. (Эпизод: «Технологии убийства»).
- Сергей Владимирович Воробец-Сперанский (Иван Шведов) — молодой учёный-химик, с, бывший муж Шуры, к которому она потом вернулась после расставания с Николаевым.. Интеллигентный, начитанный, но совершенно неспособный постоять за себя и даже не умеющий при случае резко выразиться. Однако достаточно бойко ведёт себя с женским полом. В первой серии схлестнулся с Николаевым за Александру и был нокаутирован Алексеем, однако впоследствии у них сложились доверительные отношения. (Эпизоды: «Свет истины», «Скрипка Страдивари», «Петя и Вол», «Махаон», «Доктор Фауст», «Медуза Горгона», «Нобелевский лауреат» и «Рекламная пауза»). Возвращается в 6 сезоне (роль исполнил Андрей Левин).
- Аркадий Михайлович Филаретов («Филарет») (Рудольф Фурманов) — криминальный авторитет, с которым чаще всего приходится пересекаться Николаеву и его друзьям. С виду интеллигентный добропорядочный джентльмен, торгующий антиквариатом. В некоторых ситуациях помогает спецслужбам, за что долгое время находился на свободе. Умер от сердечного приступа в Израиле в 2001 году. (Эпизоды: «Легион», «Доктор Фауст», «Наследник», «Медуза Горгона», «Человек без лица», «Клуб „Алиса“», «Ловушка», «Игра» и «Падишах»). В 6 сезоне появляется на кассете с записью допроса.
- Кука (Евгений Баранов) — мелкий жулик, «шестёрка», работающий то на одного, то на другого авторитета. В пятом сезоне отбывал срок в одной из отдалённых колоний и работал кладовщиком в магазине. Один из постоянных визави, в то же время отчасти друзей Николаева. В романах по сериалу у него другая кличка — Зюзя. (Эпизоды: «Легион», «Доктор Фауст», «Шантаж», «Россан», «Цейтнот», «Сделка», «Рекламная пауза» и «Исчезающий вид»). Возвращается в 6 сезоне.
- Владимир («Луфарь») (Игорь Лифанов) — бандит-одиночка, в прошлом инструктор спецназа, приговорён к расстрелу, но сумел сбежать из-под стражи и теперь находится в международном розыске. Наркоман, в связи с чем ведёт себя совершенно неадекватно и непредсказуемо. Несмотря на то, что его сообщник Костя Морган выстрелил в него, Луфарю удаётся выжить, и он становится «хозяином» городской свалки. После очередной встречи с Николаевым он «умер» и «был кремирован», но в конце он сам звонит Николаеву, тем самым подтверждая, что выжил. Дальнейшая его судьба неизвестна. (Эпизоды: «Наследник» и «Россан»).
- Константин Иванович («Морган») (Александр Тютрюмов) — бывший сообщник отморозка Луфаря. После того, как он выстрелил в Луфаря и спас жизнь Николаеву, стал информатором последнего. Последнее время работал у Филарета, прячась от Луфаря. Однако с помощью Рашида его связь со спецслужбами была рассекречена, и Костю по приказу Филарета утопили в аквариуме. (Эпизоды: «Наследник», «Россан» и «Человек без лица»).
- Афанасий Карлович Нестеренко (Юрий Оськин) — сотрудник ФСБ, специализирующийся на паранормальных явлениях. В эпизоде «Рекламная пауза» упоминается его воинское звание — полковник. Косноязычен, чудаковат, зачастую путает слова, в то же время с большим энтузиазмом относится к своей работе. Впрочем, его советы редко помогают героям в поисках преступников и распутывании ситуаций. В серии «Медуза Горгона» Николаев обращается к нему как Григорий Ефимович. (Эпизоды: «Медуза Горгона», «Человек без лица», «Снежный человек» и «Технология убийства»).
- Рашид (предположительно — Хуссейн Саббах) (Константин Хабенский) — один из главных противников агента Николаева. Появляется в серии «Человек без лица» (2 сезон). Бывший офицер КГБ СССР, внедрённый в националистическую группировку, устроившую резню в киргизском городе Ош. Пропал во время тех событий. Спустя десять лет объявился в Петербурге: его и ещё четырёх киллеров наняли для устранения дочери известного исламского проповедника Гульнар. Рашид, подчинивший свою жизнь легенде, должен жениться на дочери Седьмого Имама, которую он видел в девушке. Для этого он обезглавливает киллеров и просит помощи у «Филарета», которого позже кидает, убив одного из его людей. Немного погодя Рашид открывает охоту на сотрудников спецслужб, которые попытались его взять. Узнав, что сотрудники ФСБ его обманули, подсунув вместо настоящей Гульнар внедрённую сотрудницу, взрывает себя в аэропорту.
- Степан Аркадьевич Асафьев («Нос») (Александр Лыков) — маньяк-убийца с ущербной, извращённой психикой. Изнасиловал и убил собственную мать, пытавшуюся избавиться от него в период беременности. Когда-то Николаев, находясь в следственном изоляторе № 45/1 «Кресты» за хулиганку, спас его от сокамерников. С тех пор у них сложились не очень товарищеские отношения. Был «пешкой в большой игре» и, будучи опасным свидетелем, убит по приказу Большого Папы. (Эпизоды: «Цейтнот» и «Сделка»).
- Николай Иванович Смагин (Валерий Филонов) — ветеран специального подразделения «Омега», участник боевых действий в Афганистане, хладнокровный убийца-вигилант, работающий как на заказ, так и из чувства личной мести. Устраняет своих жертв самыми различными, в том числе и весьма экзотическими способами. Однако он всегда действует из чувства справедливости(в частности, мстил за изнасилованную несовершеннолетнюю дочь), за что Николаев проникается к нему симпатией и даёт уйти от наказания. (Эпизоды: «Технология убийства», «Свидетель» и «Меч пророка»). Кроме убийства, владеет техникой восточной реанимации, которую и применил к впавшей в клиническую смерть дочери.
- Большой Папа (Борис Филиппов) — главный криминальный авторитет Петербурга. Его боятся и ему подчиняются самые главные враги Николаева, такие, как «Филарет», Сурков, «Соха» и другие. Позволяет Николаеву приехать в одну из его резиденций и отдаёт ему дневник Алисы в 19 серии. В 21—22 сериях заказывает убийство нефтяного эмиссара (также упоминается, что он сам «сидит на нефтяном кране»), после в 3 части убирает «Носа», однако далее теряет своих главных агентов в правоохранительных органах, подконтрольных ему бандитов в лечебницах, а затем и главного подчинённого «Филарета» (тот умирает в аэропорту Тель-Авива). Дальнейшая его судьба неизвестна.

### Интересный факт
После третьего сезона Дмитрий Светозаров ушёл из сериала, уступив место сценаристу и режиссёру «Улиц разбитых фонарей» Игорю Москвитину, который снял один сезон и тоже покинул проект. После четвёртого сезона порывался уйти и Михаил Пореченков — он был уже очень популярен и чувствовал, что вырос из роли, к тому же из-за текучки в сценарной и съёмочной группах начинало страдать качество сериала. Актёра уговорили остаться, но после пятого он отказался сниматься и проект закрыли.

## Съёмочная группа
Первый сезон (1—12 серии)
- Режиссёры — Дмитрий Светозаров, Андрей Черных, Виталий Аксёнов, Эрнест Ясан
- Сценаристы — Игорь Агеев, Владимир Вардунас, Дмитрий Светозаров
- Операторы — Александр Устинов, Иван Багаев
- Продюсер — Александр Капица
- Композитор — Андрей Сигле

Второй сезон (13—24 серии)
- Режиссёр — Дмитрий Светозаров
- Сценаристы — Игорь Агеев, Владимир Вардунас, Дмитрий Светозаров
- Оператор — Александр Устинов
- Продюсер — Александр Капица
- Композитор — Андрей Сигле

Третий сезон (25—36 серии)
- Режиссёры — Дмитрий Светозаров, Игорь Москвитин, Андрей Кравчук
- Сценаристы — Игорь Агеев, Владимир Вардунас, Дмитрий Светозаров
- Операторы — Александр Устинов, Иван Багаев
- Продюсер — Александр Капица
- Композитор — Андрей Сигле

Четвёртый сезон (37—48 серии)
- Режиссёры — Игорь Москвитин, Влад Фурман
- Сценаристы — Александр Тихонов, Екатерина Голанд, Борис Бирман, Андрей Либенсон, Игорь Москвитин, Альберт Фролов, Юрий Черных
- Операторы — Иван Багаев, Тимур Искяндаров
- Продюсеры — Александр Капица, Андрей Каморин
- Композиторы — Андрей Митрошин, Михаил Мокиенко

Пятый сезон (49—60 серии)
- Режиссёры — Влад Фурман, Виктор Татарский, Алексей Лебедев
- Сценаристы — Леонид Балтийский, Ольга Шурбелева, Екатерина Голанд, Борис Бирман, Елена Шустрова
- Оператор — Тимур Искяндаров
- Композитор — Михаил Мокиенко
- Продюсеры — Александр Капица, Андрей Каморин, Лариса Капица, Пётр Капица

## Новеллизация сериала
В 2000—2001 годах появились романы по сериалу. Это первый сезон в литературном варианте.
- Рамиль Ямалеев. «Агент национальной безопасности. Дело № 1. Свет истины»
- Рамиль Ямалеев. «Агент национальной безопасности. Дело № 2. Скрипка Страдивари»
- Рамиль Ямалеев. «Агент национальной безопасности. Дело № 3. Петя и Вол»
- Гульназ Ямалеева. «Агент национальной безопасности. Дело № 4. Три дня до эфира»
- Ольга Стороженко. «Агент национальной безопасности. Дело № 5. Махаон»
- Рамиль Ямалеев. «Агент национальной безопасности. Дело № 6. Легион»
- Светлана Феоктистова. «Агент национальной безопасности. Дело № 7. Наследник»
- Вадим Толкачёв. «Агент национальной безопасности. Дело № 8. Страсти по Филонову»
- Иван Данилов. «Агент национальной безопасности. Дело № 9. Доктор Фауст»
- Александра Санат. «Агент национальной безопасности. Дело № 10. Медуза Горгона»
- Анастасия Карёва. «Агент национальной безопасности. Дело № 11. Шантаж»
- Андрей Косенкин. «Агент национальной безопасности. Дело № 12. Транзит»